# Vandalari
Vandalari   (segle V - 459)(en llatí: Vandalarius) va ser, segons Jordanes, un noble gretung de la dinastia dels Amals que en una data incerta va derrotar els vàndals. Era fill de Vinitari, el fill de Valaravà i respectivament renebot i besnet dels reis Hermenric i Aquiulf, i cosí de Torismund, el fill de Hunimund el Jove. Amb la seva esposa, de nom desconegut, va tenir els futurs reis Valamir, Videmir i Teodomir; era, per tan, avi patern del futur rei ostrogot Teodoric el Gran (r. 474-526).
Arne Søby Christensen, a la seva obra, afirma que autors moderns l'identifiquen-ho amb el Videric de la narrativa de Ammià Marcl·lí, inclusivament al·legant que els noms podrien ser units per a formar Videric Vandalari, significant "Videric, lluitador de vàndals". Segons Hyun Jin Kim, hauria de ser identificat amb el fill de nom desconegut del Kan dels huns Uldin, que c. 405 el va ajudar a derrotar els vàndals. Segons aquesta teoria, Vandalari en veritat seria fill de Vultulf, germà de Hermenric, associat a Uldin.